# پرمترین
پرمترین یا (به انگلیسی: Permethrin) یک مولکول آلی است که از آن به عنوان دارو و حشره‌کش استفاده می‌شود.

## موارد مصرف
پرمترین در درمان شپش و گال به کار می‌رود. گاه تور پشه‌بندها را با پرمترین آغشته می‌کنند که در عین حال برای انسان و شش ها خطر جدی همراه دارد حشره‌هایی را که با آن تماس پیدا کنند را نیز می‌کشد.

## مکانیسم اثر
پرمترین با مهار جریان یون سدیم در کانال‌های غشاء سلولی نورونها باعث افزایش زمان دپولاریزاسیون پتانسیل عمل و فلج شپش می‌شود. اثرات نوروتوکسینی پرمترین در پرندگان و پستانداران چندان شدید نیست ولی برای ماهیها و گربه سمی است.

## عوارض جانبی
با مصرف این فراورده‌احتمال بروز آلرژی، خارش، سوزش گذرا، گزگز، بی‌حسی، اریتم، ادم و بثورات پوستی وجود دارد.

## کاربرد در دفع آفات
پرمترین حشره کشی از گروه پیریتروئیدهای مصنوعی با اثر تماسی و گوارشی می‌باشد. این ترکیب به صورت امولسیون (EC25%) طیف وسیعی از حشرات و بندپایان را کنترل می‌کند. چون این ترکیب به سرعت در دستگاه گوارش هیدرولیز می‌شود، بنابراین سمیت گوارشی ضعیفی دارد. موارد مصرف:علیه پرودونیای چغندر قند، مینوز لکه گرد درختان میوه